# NRJ Music Awards de 2020
O NRJ Music Awards de 2020, anunciado como NRJ Music Awards – Paris Edition, foi realizado em 5 de dezembro de 2020, no La Seine Musicale, em Île Seguin, uma ilha do Rio Sena, entre as comunas Boulogne-Billancourt e Sèvres, nos subúrbios ocidentais de Paris, na França. A cerimônia foi transmitida ao vivo pela rede de televisão francesa TF1 e pela estação de rádio NRJ, foi apresentada por Nikos Aliagas,  e teve como canção-tema "Blinding Lights", de the Weeknd.
Devido à pandemia de COVID-19, a cerimônia aconteceu, excepcionalmente, no La Seine Musicale, na Île Seguin, uma ilha do Rio Sena, próximo a Paris, e não no Palais des Festivals, em Cannes, como todos os anos, tendo sido pré-gravada, e sem a presença de público. Além disso, as estrelas francesas e internacionais tiveram que gravar suas performances antecipadamente.
Os indicados foram anunciados em 26 de outubro de 2020, e a votação seguiu até 4 de dezembro de 2020, véspera da cerimônia. Esse ano, duas novas categorias foram adicionadas à premiação: "Colaboração Francofônica do Ano" e "Colaboração Internacional do Ano". Os artistas a entregarem os prêmios foram revelados dois dias antes da cerimonia, em 3 de dezembro de 2020. Os vencedores foram revelados em 5 de dezembro de 2020, data da exibição da cerimônia.

## Performances
| Artista(s)                             | Canção(ões) | Apresentado(s) por |
| -------------------------------------- | --- | ------------------ |
| Gims                                   | Medley de sucessos de 2020: "Sapés Comme Jamais" "Bella" "Bella Ciao" "J'me Tire" "Zombie" "Brisé" "La Même" "Est-ce que Tu M'aimes?" "Hola Señorita" "Jusqu'ici Tout Va Bien" | —                  |
| Louane                                 | "Donne-moi Ton Cœur" | Nikos Aliagas      |
| Amir                                   | "La Fête" | Nikos Aliagas      |
| David Guetta Raye                      | "Let's Love" | Nikos Aliagas      |
| Indochine                              | "Nos Célébrations" | Nikos Aliagas      |
| Dua Lipa Angèle                        | "Fever" | Nikos Aliagas      |
| Grand Corps Malade                     | "Mesdames" | Nikos Aliagas      |
| Vitaa & Slimane                        | "Avant Toi" | Nikos Aliagas      |
| Julien Doré                            | "La Fièvre" "Nous" | Louane             |
| Kendji Girac Gims                      | "Dernier Métro" | Nikos Aliagas      |
| Dua Lipa                               | "Levitating" Physical" | Nikos Aliagas      |
| Vianney                                | "Beau-papa" | Nikos Aliagas      |
| Wejdene                                | "Coco" | Nikos Aliagas      |
| Tayc                                   | "N'y Pense Plus" | Nikos Aliagas      |
| Squeezie Gambi                         | "Servis" | Nikos Aliagas      |
| Nicola Sirkis Christine and the Queens | "3Sex" | Nikos Aliagas      |
| Dadju                                  | Medley | Nikos Aliagas      |
| Amel Bent Imen Es                      | "Jusqu'au Bout" | Nikos Aliagas      |
| Catherine Ringer                       | "Marcia Baïla" | Nikos Aliagas      |
| M. Pokora                              | "Si On Disait" | Nikos Aliagas      |
| The Black Eyed Peas                    | "Vida Loca" "Mamacita" | David Guetta       |
| Grand Corps Malade Camille Lellouche   | "Mais Je T'aime" | Nikos Aliagas      |
| Camélia Jordana                        | "Facile" | Nikos Aliagas      |
| Sia                                    | "Courage to Change" | Nikos Aliagas      |
| Benjamin Biolay                        | "Comment Est Ta Peine" | Nikos Aliagas      |
| Hatik                                  | "Angela" | Nikos Aliagas      |
| Alliel                                 | "Encore" | Nikos Aliagas      |
| Soolking Dadju                         | "Meleğim" | Nikos Aliagas      |

## Vencedores e indicados
Os indicados foram anunciados em 26 de outubro, e os vencedores foram revelados em 5 de dezembro de 2020.
| Cantor Francófono (apresentado por Vanessa Guide, Tarek Boudali, Philippe Lacheau e Julien Arruti) | Cantora Francófona (apresentado por Grand Corps Malade) |
| --- | --- |
| - Dadju - Amir - Julien Doré - Gims - Kendji Girac - M. Pokora - Vianney | - Aya Nakamura - Amel Bent - Camélia Jordana - Carla Bruni - Louane - Wejdene - Clara Luciani |
| Cantor Internacional (apresentado por DJ Snake) | Cantora Internacional (apresentado por Angèle) |
| - the Weeknd - Justin Bieber - Lewis Capaldi - Jason Derulo - Shawn Mendes - Harry Styles | - Dua Lipa - Ava Max - Billie Eilish - Lady Gaga - Miley Cyrus - Sia - Tones and I |
| Grupo / Duo Francófono (apresentado por Thylane Blondeau e David Guetta) | Grupo / Duo Internacional (apresentado por Christine and the Queens) |
| - Vitaa & Slimane - Boulevard des Airs - Indochine - Tryo | - BTS - Black Eyed Peas - Imagine Dragons - Major Lazer - Maroon 5 - OneRepublic |
| Canção Francófona do Ano (apresentado por Inès Reg e Hugo Gaston) | Canção Internacional do Ano (apresentado por Tryo) |
| - Vitaa & Slimane - "Avant Toi" - Amel Bent e Imen Es - "Jusqu’au Bout" - Amir - "La Fête" - Camélia Jordana - "Facile" - Hatik - "Angela" - Indochine - "Nos Célébrations" - Keen'V - "Tahiti" - Tryo com part. de Mcfly et Carlito - "Désolé pour Hier Soir"                                                                                              | - Master KG - "Jerusalema" - Ava Max - "Kings & Queens" - Black Eyed Peas e J Balvin - "Ritmo" - Dua Lipa - "Physical" - Jawsh 685 e Jason Derulo - "Savage Love" - Karol G e Nicki Minaj - "Tusa" - Lewis Capaldi - "Before You Go" - the Weeknd - "Blinding Lights" |
| Colaboração Francófona do Ano (apresentado por Catherine Ringer) | Colaboração Internacional do Ano (apresentado por Keen'V e Cauet) |
| - Soolking com part. de Dadju - "Meleğim" - Amel Bent e Imen Es - "Jusqu’au Bout" - Bigflo et Oli com part. de Bon Entendeur - "Coup de Blues/Soleil" - Gims com part. de Sting - "Reste" - Grand Corps Malade e Camille Lellouche - "Mais Je T'aime" - Lartiste e Caroliina - "Comme Avant"                                                                | - Lady Gaga e Ariana Grande - "Rain on Me" - Ariana Grande e Justin Bieber - "Stuck with U" - Black Eyed Peas e J Balvin - "Ritmo" - David Guetta e Sia - "Let's Love" - Jawsh 685 e Jason Derulo - "Savage Love" - Karol G e Nicki Minaj - "Tusa"                    |
| Revelação Francófona do Ano (apresentado por Michèle Bernier, Juste Zoé e Bob Sinclar) | Revelação Internacional do Ano (apresentado por Soprano) |
| - Squeezie - Alliel - Hatik - Soolking - Tayc - Wejdene | - Doja Cat - Karol G - Master KG - Nea - Tom Gregory - Zoe Wees |
| Clipe do Ano (apresentado por Manu Levy e Jonathan Lambert) | DJ do Ano (apresentado por Ahmed Sylla, Vaimalama Chaves, Maëva Coucke, Cindy Fabre, Malika Ménard e Clémence Botino) |
| - Vitaa & Slimane - "Ça Ira" - Doja Cat - "Say So" - Dua Lipa - "Physical" - Grand Corps Malade e Suzane - "Pendant 24h" - Harry Styles - "Watermelon Sugar" - Julien Doré - "Nous" - Lady Gaga e Ariana Grande - "Rain on Me" - Louane - "Donne-moi Ton Cœur" - Soprano - "À Nos Héros du Quotidien" - the Weeknd - "Blinding Lights"                      | - DJ Snake - Calvin Harris - David Guetta - Kygo - Ofenbach - Regard - Robin Schulz |
| Apresentação Francófona da Noite (apresentado por Nikos Aliagas) | Prêmio de Mérito (apresentado por Nikos Aliagas) |
| - M. Pokora - "Si On Disait" - Louane - "Donne-moi Ton Cœur" - Amir - "La Fête" - Vitaa & Slimane - "Avant Toi" - Kendji Girac e Gims - "Dernier Métro" - Vianney - "Beau-papa" - Amel Bent e Imen Es - "Jusqu'au Bout" - Grand Corps Malade e Camille Lellouche - "Mais Je T'aime" - Camélia Jordana - "Facile" - Benjamin Biolay - "Comment Est Ta Peine" | Indochine |
| Prêmio de Mérito (apresentado por Vianney) | Prêmio de Mérito (apresentado por Clara Luciani) |
| Gims | Elton John |
| Prêmio de Mérito - Ícone Internacional (apresentado por Vitaa e Amel Bent) | |
| Mariah Carey | |